# Amy Buller

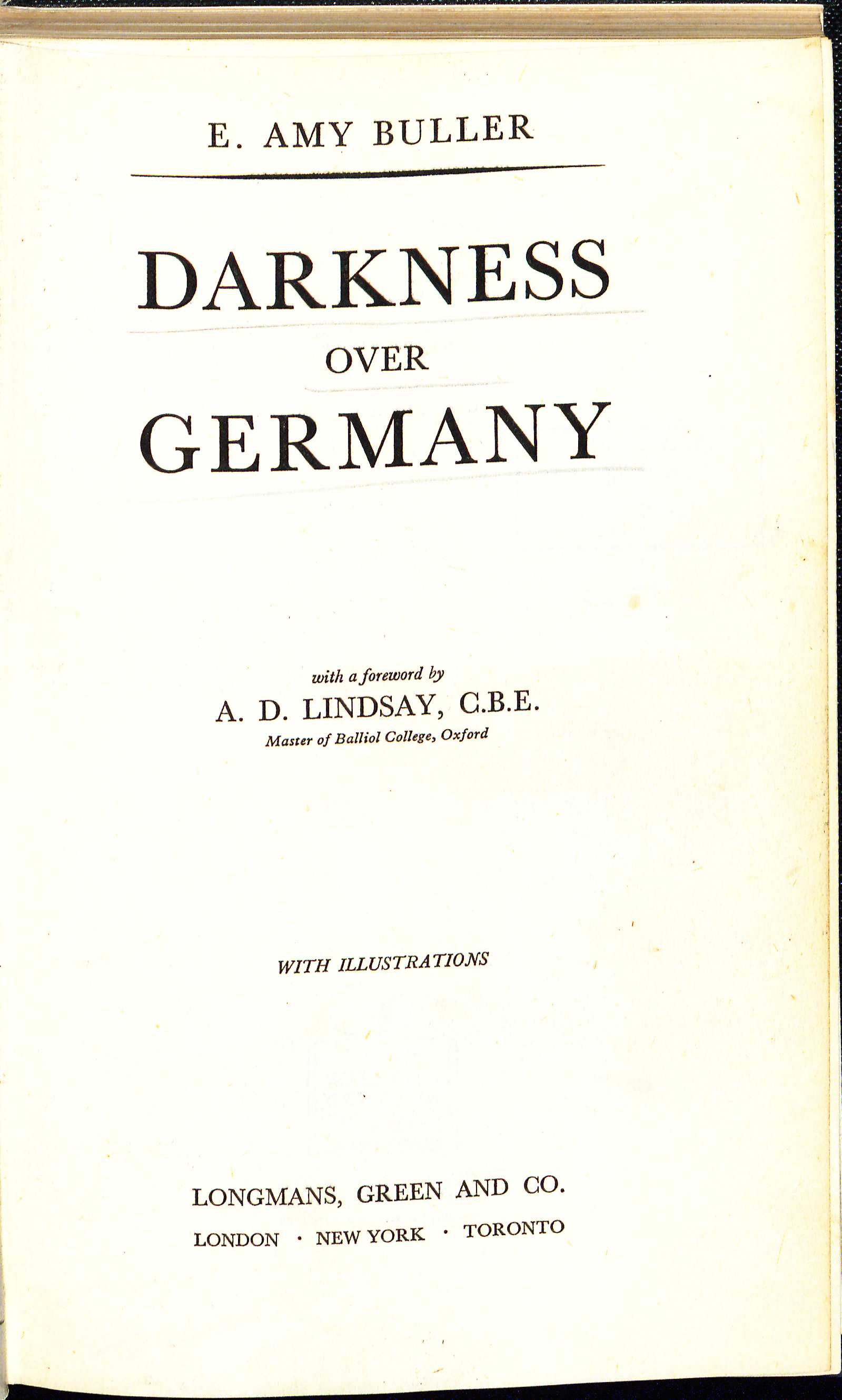
E. Amy Buller: Darkness over Germany (1943)

Ernestine Amy Buller (geboren 9. November 1891 in London; gestorben 1974 in London) war eine britische Bildungsmanagerin.

## Leben
Amy Buller wuchs in einer Familie von Baptisten in Südafrika auf. Sie kehrte 1911 nach England zurück und besuchte, um die Sprache zu lernen, noch vor Ausbruch des Ersten Weltkriegs 1914 mehrmals Deutschland. Sie studierte Geschichte am Birkbeck College und erhielt 1917 ihre akademische Graduierung.
Buller konvertierte zum Anglokatholizismus. Ab 1921 arbeitete sie als Angestellte beim Student Christian Movement (SCM) zunächst in Manchester und ab 1922 in London. Sie organisierte internationale Treffen, Konferenzen und Besuchergruppen in andere Länder. Ab 1929 gehörte sie zum Leitungsgremium des SCM. Sie verließ den SCM 1931 und wechselte als Warden (Mentorin) eines Studentinnenheims an die University of Liverpool.
Auch nach der Machtübergabe an die Nationalsozialisten 1933 organisierte sie weiterhin Besuche englischer Kleriker, Lehrer und Wirtschaftler in Deutschland. Buller war beeindruckt von den Erscheinungen des Nationalsozialismus und verstand die Massenbegeisterung als Ausdruck einer Ersatzreligion. Ihre Besuchergruppen, die sie selbst begleitete, wurden von deutschen staatlichen Organisationen und Parteiorganisationen der NSDAP betreut und beaufsichtigt. Unter ihren deutschen Betreuern machte sie vier Typen aus: die akademisch ausgebildeten Vertreter des NS-Regimes, die in der Lage waren, im In- und Ausland die NS-Politik und NS-Ideologie zu propagieren; die strammen „nordischen“ Ideologen, die einer weniger anspruchsvollen Klientel ihre Besichtigungswünsche effektiv erfüllen konnten; die Bildungsbürger, die bei gesellschaftlichen Terminen eine höhere Gesittung repräsentierten, aber gleichzeitig an ihren Lebenslügen litten und sich daher krankmeldeten; und die kalten, nach Joachim von Ribbentrop und Walter Hewel geratenen, Karrieristen und potentiellen Mörder. 1933 besuchte sie mit ihrer Besuchergruppe ein Lager des Reichsarbeitsdienstes. 1935 wurde sie zusammen mit anderen ausländischen Gästen zum Reichsparteitag der NSDAP nach Nürnberg eingeladen. Sie und ihre Gruppen sprachen mit Offizieren, mit SS-Angehörigen, Pfarrern, Müttern, Lehrern, Kindern und Jugendlichen. Buller registrierte eine enorme Begeisterung und Verblendung und nur vereinzelt Ablehnung, Angst vor Spitzeltum und Mutlosigkeit. Widerstand gegen das NS-Regime sei in den Jahren bis zum Ende ihrer Deutschlandreisen 1938 nur im Kleinen möglich gewesen. Der Londoner Botschafter Joachim von Ribbentrop stellte 1937 fest, dass er die britischen Besuchergruppen nicht wie beabsichtigt für Propagandazwecke einspannen konnte, und obstruierte die Fortsetzung der von Buller organisierten Begegnungen.
Der Tenor ihres Buches ist eine Anklage der ideologischen Manipulation einer Generation von jungen Deutschen, deren Bedürfnis nach Zugehörigkeit und Hingabe missbraucht wurde für menschenverachtende Ziele. Buller schrieb ihr Buch schon in der Perspektive einer Nachkriegszeit, in der die noch gar nicht gegründeten Vereinten Nationen vor der gewaltigen Aufgabe stünden, der verführten deutschen Jugend eine neue Orientierung zu geben und Gruppen in Deutschland zu identifizieren, die dabei mitwirken könnten. Einschränkend stellte sie fest, dass sie seit dreißig Jahren Verbindung zu Deutschen aus dem Bürgertum, nicht aber aus der Arbeiterbewegung hatte.  Auch sei in ihren Gesprächen in Deutschland die Judenverfolgung kein Thema gewesen.
Buller verließ 1942 ihre Arbeitsstelle in Liverpool und plante, ein außeruniversitäres College in christlicher Perspektive zu gründen. Nachdem sich der Plan, in den aufgegebenen Gebäuden der Katharinen-Stiftung im Regent’s Park das College einzurichten, zerschlagen hatte, wurde ihr vom Haus Windsor die Nutzung von Cumberland Lodge im Windsor Park überlassen. Die 1947 geschaffene Stiftung hieß zunächst Foundation of St. Catharine, ab 1966 King George VI and Queen Elizabeth Foundation of St. Catharine und später nach dem Sitz Cumberland Lodge. Universitätsstudenten und andere Besucher haben dort die Gelegenheit, gesellschaftspolitische Themen außerhalb ihrer Studienfächer zu bearbeiten und zu diskutieren. Buller hatte das Amt des (Honorary) Warden bis 1966 inne.

## Schriften (Auswahl)
- E. Amy Buller: Darkness over Germany. Vorwort A. D. Lindsay. London : Longmans, Green, 1943
  - Finsternis in Deutschland : was die Deutschen dachten. Interviews einer Engländerin 1934–1938. Vorwort Kurt Barling. München : Elisabeth Sandmann, 2016, ISBN 978-3-945543-09-2.